# میناس آمده‌تسی
میناس وارتاپت آمده‌تسی (ارمنی: Մինաս վարդապետ Ամդեցի؛  زادهٔ ح. ۱۶۳۰ - درگذشته ۵ دسامبر ۱۷۰۴) نویسنده، نویسنده، مورخ و پاتریارک اهل ارمنستان بود.

## زندگی‌نامه
وی در ۱۶۳۰ میلادی در روستای آمید به دنیا آمد . وی در ۵ دسامبر ۱۷۰۴ در حدود سن ۷۴ سالگی در اورشلیم درگذشت.

## نگارخانه

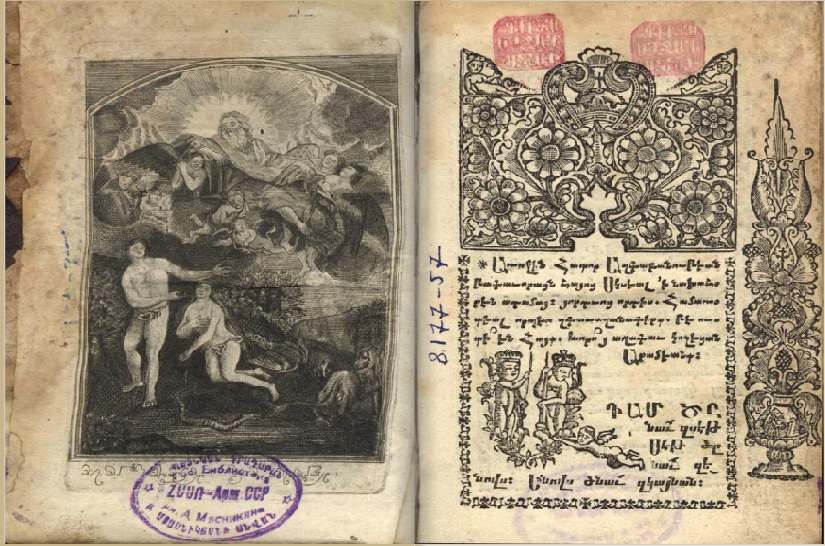

## یادداشت
1. ↑  Ամիդ